# Шерман (Мисисипи)
Шерман (енгл. Sherman) град је у америчкој савезној држави Мисисипи.

## Демографија
По попису из 2010. године број становника је 650, што је 102 (18,6%) становника више него 2000. године.
| Група             | 2000.       | 2010.       |
| Белци             | 455 (83,0%) | 496 (76,3%) |
| Афроамериканци    | 88 (16,1%)  | 125 (19,2%) |
| Азијати           | 0 (0,0%)    | 2 (0,3%)    |
| Хиспаноамериканци | 2 (0,4%)    | 12 (1,8%)   |
| Укупно            | 548         | 650         |